# Gau-Heppenheim
Gau-Heppenheim ist eine Ortsgemeinde im Landkreis Alzey-Worms in Rheinland-Pfalz. Sie gehört der Verbandsgemeinde Alzey-Land an.

## Geographie
Gau-Heppenheim liegt in Rheinhessen, ca. 3 Kilometer östlich von Alzey. Die Selz fließt ca. einen Kilometer nördlich der Gemeinde.
Nachbargemeinden von Gau-Heppenheim sind im Norden Framersheim, im Osten Dittelsheim-Heßloch, im Südosten Monzernheim, im Süden Hochborn und im Westen Alzey.

## Geschichte

### Mittelalter
Die älteste erhaltene Erwähnung des Ortes als Hepfanheim stammt von 790, als mehrere Güter an das Kloster Lorsch verliehen wurden. Bis zum Ende des 18. Jahrhunderts gehörte der Ort zur Kurpfalz.
Dem Ort entstammt das regional bedeutende Adelsgeschlecht der Herren von Heppenheim, genannt vom Saal, das 1684 ausstarb und dessen Familienwappen in das Gemeindewappen überging.
Die ehemalige Burganlage, um 1500 erwähnt, wurde 1766 durch Blitz und anschließenden Brand völlig zerstört.

### Neuzeit
Nach der Einnahme des linken Rheinufers durch französische Revolutionstruppen wurde die Region 1793 von Frankreich annektiert. 
 Verzögert durch die Koalitionskriege wurde die Annexion erst nach 1797 konsolidiert und Heppenheim gehörte von 1798 bis 1814 zum Kanton Alzey im Departement Donnersberg. Gerichtlich war im Bereich des Kantons für die Zivilgerichtsbarkeit das Friedensgericht Alzey zuständig, für die Angelegenheiten der freiwilligen Gerichtsbarkeit im übrigen Notariate.
Aufgrund von 1815 auf dem Wiener Kongress getroffenen Vereinbarungen und eines 1816 zwischen dem Großherzogtum Hessen, Österreich und Preußen geschlossenen Staatsvertrags kam Rheinhessen, und damit auch die Gemeinde Heppenheim, zum Großherzogtum Hessen, das das neu erworbene Gebiet als Provinz Rheinhessen organisierte. Nach der Auflösung der Kantone in der Provinz kam der Ort 1835 zum neu errichteten Kreis Alzey, zu dem er bis 1969 gehörte.
Das Friedensgericht Alzey wurde 1879 aufgelöst und durch das Amtsgericht Alzey ersetzt.
Nach dem Zweiten Weltkrieg gehörte die Gemeinde zur französischen Besatzungszone und wurde 1946 Teil des neu gebildeten Landes Rheinland-Pfalz.

### Ortsname
Ursprünglich hieß die Gemeinde Heppenheim im Loch. 1903 wurde sie zur Unterscheidung zweier weiterer im Großherzogtum Hessen liegender, gleichnamiger Gemeinden (Heppenheim an der Wiese, Heppenheim an der Bergstraße) in Gau-Heppenheim umbenannt.

## Religion
Die katholische Pfarrgemeinde in Gau-Heppenheim St. Urban ist mit der Filialgemeinde Framersheim verbunden. Der Anteil an der katholischen Bevölkerung beträgt lediglich  etwa 20 % der Gesamtbevölkerung und betrachtet sich als in der Diaspora lebend. Die Gottesdienste finden nicht in der ursprünglichen Pfarrkirche Gau-Heppenheim, sondern in der Filialkirche Sieben Schmerzen Mariens in Framersheim statt.
Anton Spiehler war hier katholischer Priester, später Bischofssekretär, Geistlicher Rat und Domkapitular der Diözese Speyer, außerdem Subregens des Diözesanpriesterseminars und Summus Custos (Oberster Hüter) des Speyerer Domes. Er gehörte dem sogenannten Mainzer Kreis an.

## Politik

### Gemeinderat
Der Gemeinderat in Gau-Heppenheim besteht aus zwölf Ratsmitgliedern, die bei der Kommunalwahl am 9. Juni 2024 in einer personalisierten Verhältniswahl gewählt wurden, und dem ehrenamtlichen Ortsbürgermeister als Vorsitzendem. In der Wahlperiode 2019–2024 waren es nur acht Ratsmitglieder, da die Einwohnerzahl zum Stichtag unter den wahlrechtlich relevanten Grenzwert gefallen war.
Die Sitzverteilung im Gemeinderat:
| Wahl | WGMo              | GHA               | WGMa              | Gesamt   |
| ---- | ----------------- | ----------------- | ----------------- | -------- |
| 2024 | 9                 | 3                 | –                 | 12 Sitze |
| 2019 | 5                 | 3                 | –                 | 8 Sitze  |
| 2014 | –                 | 4                 | 8                 | 12 Sitze |
| 2009 | per Mehrheitswahl | per Mehrheitswahl | per Mehrheitswahl | 12 Sitze |

- WGMo = Wählergruppe Moritz
- GHA = Gau-Heppenheim Aktiv e. V.
- WGMa = Wählergruppe Matthäi

### Ortsbürgermeister
- Manfred Becker (bis 2007)
- Klaus Krieger (2007–2014)
- Helmut Matthäi (2014–2019)
- Peter Moritz (seit 2019)

Bei der Direktwahl am 26. Mai 2019 wurde Peter Moritz mit einem Stimmenanteil von 70,18 % gewählt und folgte damit Helmut Matthäi, der nicht mehr kandidiert hatte. Bei der Direktwahl am 9. Juni 2024 wurde er als einziger Bewerber mit 78,8 % für weitere fünf Jahre in seinem Amt bestätigt.

### Wappen
Blasonierung: „Gespalten von Blau und Silber; rechts ein silberner Balken begleitet von drei silbernen Wecken (2:1), links zwei blaue Trauben an grünem Rebstock mit grünem Blatt“.
Das Ortswappen zeigt rechts das Wappen der Familie von Heppenheim, gen. vom Saal, und links einen Rebstock mit zwei blauen Trauben.

## Kultur und Sehenswürdigkeiten
Die ursprünglich romanische katholische Kirche St. Urban besitzt noch eine Sakristei aus dem Jahr 1505. An der Flachdecke von 1726 befinden sich Malereien, die erneuert wurden. Nur noch ein Bogenansatz in der Sakristei, die Nordwand und die Giebelmauer im Westen sind aus der Romanik erhalten. Der spätgotische Chor ist höher als das Langhaus und ohne Strebepfeiler ausgeführt. Er besteht aus einem Joch und einem Abschluss aus fünf Seiten eines gedachten Achtecks. Im Inneren fällt das feinprofilierte Sterngewölbe auf, das denen in der evangelischen Kirche in Armsheim (ehemalige Wallfahrtskirche Zum Heilgen Blut Christi) und der katholischen  Kirche St. Alban in Gabsheim ähnelt. Die Orgelempore des 18. Jahrhunderts mit schönen Ständern, darauf die Orgel um 1760 aus der Werkstatt des Joseph Anton Onimus, die seit 1917 ihrer Pfeifen und weiterer Teile beraubt ist. Nach dem Vorbild dieses Gehäuses rekonstruierten 1993 Förster & Nicolaus den Spieltisch der Onimus-Orgel in St. Walburga, Friesenheim (Rheinhessen) und 2012 Rainer Müller Orgelbau Merxheim (Nahe) den Spieltisch der Kohlhaas-Orgel in Großwinternheim. Eine sehr detailreiche barocke Heiligenfigur, den Attributen – Kelch auf einem Buch stehend – zufolge ein St. Alban, fällt im Inneren auf.
Das Schiff der evangelischen Pfarrkirche wurde im Jahr 1726 errichtet. Im Inneren ist eine Kanzel aus dem Jahr 1730 zu sehen.
Das stattliche Pfarrhaus oberhalb der katholischen Kirche entstand um 1580.
Siehe auch: Liste der Kulturdenkmäler in Gau-Heppenheim

## Wirtschaft und Infrastruktur
Die Gemeinde ist hauptsächlich vom Weinbau und der Landwirtschaft geprägt. Die Weinlagen gehören im Weinanbaugebiet Rheinhessen zum Bereich Nierstein in der Großlage Petersberg Die Einzellagen sind im Süden der Pfarrgarten und im Osten der Schloßberg.